# Perkins Glacier
Perkins Glacier är en glaciär i Antarktis. Den ligger i Västantarktis. Inget land gör anspråk på området. Perkins Glacier ligger 158 meter över havet.
Terrängen runt Perkins Glacier är kuperad åt nordost, men åt sydväst är den platt. Trakten är glest befolkad. Närmaste befolkade plats är Russkaya Station, 16,5 kilometer norr om Perkins Glacier.